# Roberto Alcázar y Pedrín
Roberto Alcázar y Pedrín (en sus orígenes, Roberto Alcázar, el intrépido aventurero español)fue una serie española de historietas creada en 1940 por el guionista y editor Juan Bautista Puerto, propietario de la Editorial Valenciana, y el dibujante Eduardo Vañó Pastor. Es la más longeva de la historia del cómic español, con un total de 1219 cuadernos a lo largo de 35 años, hasta 1976 y, junto con El Guerrero del Antifaz, la más popular e influyente de los años 40, entre las de grafismo realista. El éxito del que gozó desde sus inicios, impulsaría a su editor a seguir produciendo otras obras, hasta constituir la editorial más importante del sector en la postguerra española, junto a la Editorial Bruguera.

## Trayectoria editorial
La serie fue publicada por Editorial Valenciana en cuadernillos de aventuras de formato apaisado (17 x 24 centímetros), con portada a color e inicialmente 16 páginas interiores en blanco y negro (posteriormente fueron 10, con dibujos de tamaño más reducido), de periodicidad semanal. Tradicionalmente se ha considerado que el primer número de la serie se puso a la venta en 1940, pero en 2010 Vicent Sanchís certificó en su libro Tebeos mutilados que su editor Juan Puerto no obtuvo permiso para lanzarla a la venta hasta finales de enero de 1941.
Aparecieron un total de 1219 números hasta el final de la serie, en 1976. Además, cada año se publicó un almanaque con material extra, a lo que hay que añadir 88 números de la revista Roberto Alcázar Extra (1965-71), en formato vertical y varias aventuras publicadas en la revista Jaimito y en suplementos de prensa.
Ha gozado también de varias reediciones, comenzando por la de 1976, no muy respetuosa con el original.
Hacia 1958, su tirada era superior a los 100 000 ejemplares semanales.

## Creación
La mayoría de los guiones fueron realizados por José Jordán Jover, antiguo comandante del ejército republicano que había sufrido la represión del régimen franquista. También escribieron historias para el tebeo Federico Amorós, Pedro Quesada y Vicente Tortajada.

## Etapas
El crítico Pedro Porcel Torrens, especializado en el tebeo valenciano, distingue en la serie las siguientes etapas:
Primera (1940-1945, cuadernos n º1 al 93)
Sus tramas, resueltas siempre mediante la violencia, remiten a folletines y novelas de Emilio Carrere, Anthony Hope o Edgar Wallace. Frente a la tosquedad de las páginas interiores, las portadas destacan por su gran fuerza expresiva.
Segunda (desde 1946)
Pedro Quesada escribe relatos extensos, que presentan villanos de cierta entidad y una violencia extrema.
Tercera (hasta 1965)
Se vuelve a los cuadernos autoconclusivos y aumentan los cambios de escenario, en los que el cine sustituye al folletín como mayor influencia.
Cuarta (1965-1976)
Se incorporan nuevos dibujantes como Alberto Marcet y Vicente Vañó, reduciéndose el componente fantástico.

## Argumento y personajes
Roberto Alcázar, vestido siempre de traje y corbata y meticulosamente peinado, es el protagonista principal. Según algunos autores, el apellido Alcázar remitiría al episodio del Alcázar de Toledo durante la guerra civil española, uno de los lugares comunes de la propaganda franquista, mientras que su fisonomía estaría inspirada en los rasgos de José Antonio Primo de Rivera. El dibujante de la serie negó estos extremos, explicando que el apellido del personaje iba a ser inicialmente Alcaraz, y que su modelo no había sido el fundador de Falange Española, sino él mismo. Pedro Porcel sostiene que el físico de Roberto Alcázar simplemente se corresponde con el patrón estético del señor formal de su época.
La profesión de Roberto Alcázar no está muy clara en un principio, aunque se describe vagamente como periodista; más adelante, se convierte en agente de la Interpol y se dedica a cazar criminales por todo el mundo, con un aire siempre formal e impasible. Para Antonio Lara, "está a caballo, lógicamente, del Dick Fulmine de Cossío" y el detective anglosajón.
En el primer cuaderno de la serie, Roberto Alcázar descubre a Pedrín (Pedro Fernández) como polizón en un transatlántico rumbo a Argentina, y lo "adopta" como ayudante. Pedrín Fernández es al principio un golfillo callejero al que Roberto debe guiar por el camino de las buenas costumbres. El personaje aporta comicidad a la serie, sobre todo gracias a las castizas expresiones con que glosa las palizas que propinan a los maleantes, como ¡Aprende, tío feo!; ¡Arrea, constipao!; ¡Carape!; ¡Carraspeta!; ¡Recastaña!; ¡Sopla!; ¡Toma, tío pelao! Muestra cierto sadismo con los villanos y, dueño de un carácter más mundano que Alcázar, llega a piropear a las mujeres e interesarse por las recompensas de tipo económico.
Entre los enemigos, abundan las bandas de gánsteres y los científicos locos y, en determinados períodos, los monstruos clásicos en la versión de la Universal. Los villanos de más entidad son los que aparecen en la segunda etapa de la serie: El hipnotizador Svimtus, el hombre diabólico, el científico Graham y el príncipe oriental Sher-Sing, conocidos colectivamente como El Trío Maldito.
Las aventuras suelen desarrollarse en países exóticos, representados mediante el recurso al tópico literario o fílmico y con una visión etnocéntrica y despectiva de las civilizaciones no europeas. Abundan también los elementos folletinescos, como estatuas parlantes o la hipnosis asesina. Los encapuchados y gorilas también son muy abundantes a lo largo de la serie.
En general, la ciencia es vista con desconfianza, cuando no ridiculizada (la única excepción es la astronáutica). Igual ocurre con los hippies.

## Estilo
La serie se caracteriza por su estilo naif, evidente en la pobreza de los fondos y de los cambios de plano, así como en la simplificación de cada uno de los géneros. En palabras de Enrique Porcel, "la falta de rasgos personales que afecta tanto a héroes como a villanos y los continuos cambios de escenario provocan una fuerte sensación de intemporalidad.".

## Valoración
Durante la Transición Española, la serie fue objeto de feroz crítica, al identificarla con el régimen anterior. Los críticos de esta época, como Antonio Lara, cuestionaban su calidad, afirmando que en sus guiones se exhibía:
- "La existencia concebida como lucha perpetua, vivida peligrosamente porque sí, sin una claridad ideológica".[7] Y es que más que una ideología concreta, la serie exalta los valores tradicionales de la España de la época, desde el catolicismo (los héroes acuden puntuales a misa los domingos) hasta el nacionalismo.
- La resolución de todos los conflictos mediante la fuerza (el susodicho "jarabe de palo"), mientras que la inteligencia aparece siempre como patrimonio de los malos.[7] Torturar a los prisioneros tampoco supone ningún problema para Roberto Alcázar y Pedrín,[11] quienes usan los métodos más expeditivos para acabar con los criminales.
- Un maniqueísmo exacerbado.
- "El asexualismo impuesto a la fuerza".[7]
- "La omnipotente figura paterna del héroe, con adolescentes inmovilizados y asexuados que ejercen, en off, complacientes servidumbres..."[7] La ambigüedad de las relaciones entre Roberto Alcázar y Pedrín, y la casi total ausencia de mujeres en la serie, propició desde algunos sectores una interpretación homosexual de los personajes, que siempre ha sido desmentida por sus autores. Según Eduardo Vañó:

También han dicho que Roberto Alcázar era homosexual porque en la serie apenas aparecían mujeres, y las que aparecían eran malas. Pero no, de verdad que eso no era lo que pretendíamos con esas aventuras.

Un crítico más moderno como Pedro Porcel Torrens rechaza rotundamente la identificación de esta serie con el fascismo, sosteniendo que 

no existe una sola frase en los mil doscientos diecinueve episodios en los que quede patente la adhesión de los héroes a esta ideología política: no hay ultranacionalismo, ni afán totalitario, ni culto a las jerarquías, ni sumisión del individuo frente a las estructuras del estado. Si la imputación viene dada por el sistemático recurso a la violencia para la resolución de los problemas, debemos recordar que tal actitud nunca ha sido específicamente fascista y que aunque así se creyese es compartida por la totalidad de los héroes de papel del momento tanto españoles como extranjeros [...].

Los dos grupos de críticos están de acuerdo, sin embargo, en que la serie tiene un enorme interés sociológico, al permitir "analizar algunos de nuestros traumas colectivos, de los que constituyen un precioso índice, mucho más significativo que otras producciones de la época, mucho más pretenciosas". Pedro Porcel también señala que, a la postre, la incorrección política y la cercanía al pop de la serie hacen muy grata su lectura.

## Adaptaciones y parodias
En 1968, Luciano Valverde rodó un cortometraje titulado La última aventura de Roberto Alcázar y Pedrín.
En los años 80, el historietista Pàmies publicó en El Víbora la serie Roberto el Carca, con los personajes Roberto el Carca y Zotín.
La serie fue parodiada en los años 90 por Miguel Ángel Gallardo e Ignacio Vidal-Folch en Roberto España y Manolín.

## Títulos
| Núm.  | Título                         | Páginas | Precio | Fecha   |
| ----- | ------------------------------ | ------- | ------ | ------- |
| 1     | «Los piratas del aire»         | 16      | 0,60   | 10/1939 |
| Tema: |                                |         |        |         |
| 2     | «El barco embrujado»           | 16      | 0,60   | 11/1939 |
| Tema: |                                |         |        |         |
| 2     | «El misterio del expreso azul» | 16      | 0,60   | 01/1940 |
| Tema: |                                |         |        |         |
| 4     | —                              | —       | —      | —       |
| Tema: |                                |         |        |         |